# Ривз, Джордж
Джордж Ривз (англ. George Reeves), имя при рождении — Джордж Кифер Брюэр (англ. George Keefer Brewer; 5 января 1914, Вулсток, США — 16 июня 1959, Беверли-Хиллз, США) — американский актёр, один из первых исполнителей роли Супермена.

## Биография
Джордж Ривз родился в Вулстоке, в штате Айова, у Дона Брюэра и Хелен Лешер. Вырос в Пасадене. После рождения Джорджа (он родился через пять месяцев после того, как его родители заключили брак) Дон и Хелен развелись, после чего Джордж и его мать переехали в Гейлсберг в Иллинойс, а оттуда через какое-то время переехали в Калифорнию, где Хелен вышла второй раз замуж за Фрэнка Бесолло. Дон в 1925 году женился на некой Хелен Шульц и, по слухам, в жизни сына с того момента больше никогда не появлялся. В 1927 году Фрэнк усыновил Джорджа, дав ему свою фамилию. Через 15 лет его мать и отчим развелись. Джордж в тот момент был у родственников и когда вернулся, то Хелен сказала ему, что Фрэнк покончил с собой. Согласно его биографу Джиму Биверу, Джордж в течение нескольких лет не знал о том, что Фрэнк на самом деле жив. Окончив колледж, он занимался боксом на любительском уровне.
Начал актёрскую карьеру в 1939 году, сыграв эпизодические роли в нескольких фильмах, в том числе в «Унесённых ветром». В 1940 году женился на Элланоре Нидлз, начинающей актрисе, дочери богатых родителей, пожелавшей жить самостоятельно, брак с которой продолжался девять лет. Во время Второй мировой войны служил в армии. В 1951 году у него завязались романтические отношения с Тони Менникс, женой голливудского продюсера Эдди Менникса. Наибольшую известность принёс Ривзу телесериал «Приключения Супермена» (1951—1958).
Ривз погиб в 1959 году. По официальной версии, он покончил с собой, застрелившись из пистолета Luger; среди других версий назывались несчастный случай или убийство. Загадочным обстоятельствам его гибели посвящён фильм «Смерть Супермена» (2006), где Бен Аффлек сыграл Ривза, а Эдриан Броуди исполнил роль частного детектива, который ведет расследование в связи с его смертью.

## Избранная фильмография
| Год       |   | Русское название            | Оригинальное название     | Роль                      |
| --------- | - | --------------------------- | ------------------------- | ------------------------- |
| 1939      | ф | Унесённые ветром            | Gone with the Wind        | Стюарт Тарлтон            |
| 1941      | ф | Клубничная блондинка        | Strawberry Blonde         | Харольд                   |
| 1941      | ф | Рассказ мертвецов           | Dead Men Tell             | Билл Лидиг                |
| 1941      | ф | Кровь и песок               | Blood and Sand            | капитан Пьер Лорен        |
| 1941      | ф | Лидия                       | Lydia                     | Боб Уиллард               |
| 1942      | ф | Синий, белый и идеальный    | Blue, White and Perfect   | Хуан Артуро О’Хара        |
| 1943      | ф | Сквозь горе, тоску и утраты | So Proudly We Hail        | лейтенант Джон Саммерс    |
| 1944      | ф | Крылатая победа             | Winged Victory            | лейтенант Томпсон         |
| 1948      | ф | Богиня из джунглей          | Jungle Goddess            | Майк Паттон               |
| 1949      | ф | Великий любовник            | The Great Lover           | Уильямс                   |
| 1949      | ф | Самсон и Далила             | Samson and Delilah        | раненый гонец             |
| 1949—1951 | с | Саспенс                     | Suspense                  | разные персонажи          |
| 1951      | ф | Супермен и люди-кроты       | Superman and the Mole Men | Супермен / Кларк Кент     |
| 1952      | ф | Пресловутое ранчо           | Rancho Notorious          | Уилсон                    |
| 1952—1958 | с | Приключения Супермена       | Adventures of Superman    | Супермен / Кларк Кент     |
| 1953      | ф | Синяя гардения              | The Blue Gardenia         | капитан полиции Сэм Хейнс |
| 1953      | ф | Отныне и во веки веков      | From Here to Eternity     | сержант Мейлон Старк      |
| 1957      | с | Я люблю Люси                | I Love Lucy               | Супермен                  |